# Седэтарка (приток Нгарка-Табъяхи)
Седэтарка (устар. Седэ-Тарка) — река в России, протекает по территории Пуровского и Надымского районов Ямало-Ненецком автономного округа. Берёт своё начало из озера Седэтаркато, устье реки находится на 125 км по правому берегу реки Нгарка-Табъяха. Длина реки — 36 км.

## Притоки
- 8 км: Салабаяха
- 27 км: Порнэяха

## Данные водного реестра
По данным государственного водного реестра России относится к Нижнеобскому бассейновому округу, водохозяйственный участок реки — Пур, речной подбассейн реки — подбассейн отсутствует. Речной бассейн реки — Пур.
Код объекта в государственном водном реестре — 15040000112115300062125.